# Gosławice (gmina w powiecie radomszczańskim)
Gosławice – dawna gmina wiejska istniejąca do 1954 roku w woj. łódzkim. Siedzibą władz gminy były Gosławice.
W okresie międzywojennym gmina Gosławice należała do powiatu radomszczańskiego w woj. łódzkim. Po wojnie gmina zachowała przynależność administracyjną. Według stanu z dnia 1 lipca 1952 roku gmina składała się z 12 gromad: Chrzanowice, Gertrudów, Gosławice, Józefów, Kocierzowy, Konradów, Kuźnica, Okrajszów, Piaszczyce, Płoszów, Wąglin i Widawka.
Jednostka została zniesiona 29 września 1954 roku wraz z reformą wprowadzającą gromady w miejsce gmin. Po reaktywowaniu gmin z dniem 1 stycznia 1973 roku gminy Gosławice nie przywrócono, a jej dawny obszar wszedł głównie w skład gmin Kodrąb i Gomunice.